# Вірина Віра Василівна
Віра Василівна Вірина (1874–1947) — українська акторка.

## Біографія
Дочка відомої акторки Олександри Віриної.
Віра Вірина виступала на сцені у Чернігівському українському театрі. Грала в трупах Панаса Саксаганського, Івана Сагатовського, Василя Грицая.
Вистави, де грала одну з головних ролей: «Наймичка» Тараса Шевченка, «За двома зайцями» Михайла Старицького.